# Gerald Brisco
Gerald Brisco, né le 19 septembre 1946, est un catcheur américain à la retraite, est employé par la World Wrestling Entertainment en tant que recruteur de nouveaux talents,
Il commence sa carrière en 1969 et travaille pour de multiples territoires National Wrestling Alliance tout au long des années 1970 et au début des années 1980, en particulier à la  Championship Wrestling from Florida et à la Mid-Atlantic Championship Wrestling, remportant une douzaine de championnats. Il fait également équipe avec son grand frère Jack sous le nom des Brisco Brothers. Après sa retraite en 1985, Brisco occupe des postes en coulisses à la World Wrestling Federation (maintenant WWE). Il fait un retour tardif entre 1997 et 2000 avec un autre vétéran, Pat Patterson, formant un duo comique au service du président de la fédération, Vince McMahon. Les deux Brisco sont introduits dans le WWE Hall of Fame en 2008.

## Carrière dans le catch

### The Brisco Brothers(1969–1984)

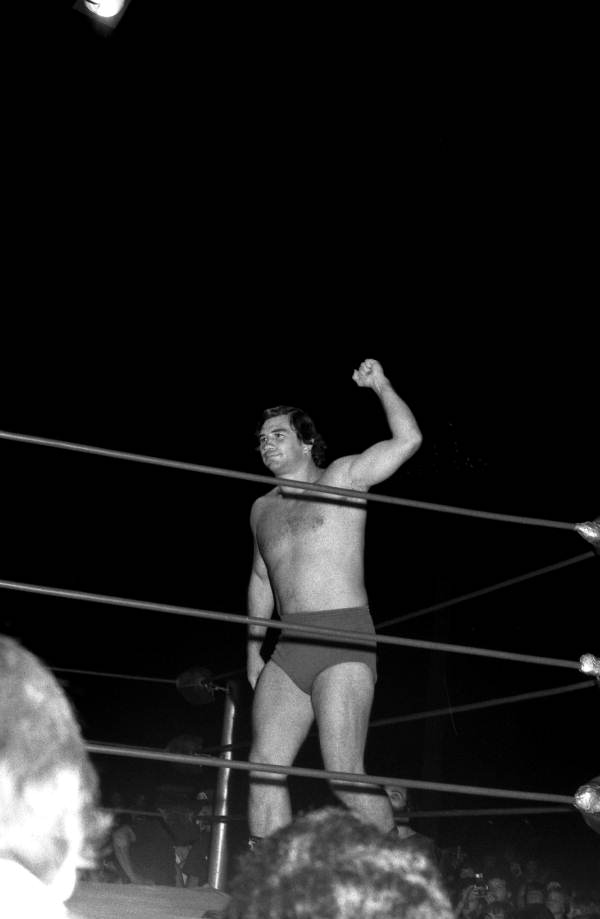
Brisco en 1979

Brisco est entraîné par son frère, Jack, et débute en équipe avec ce dernier en 1969 sous le nom de Gerald Brisco. Ils forment The Brisco Brothers et réussissent à remporter plus d'une vingtaine de ceintures pendant leurs treize années de coopération. Ils commencent à travailler en Floride en 1970. Brisco prend alors le nom de Jerry Brisco. Ils dominent la scène les années suivantes, aussi bien en solo qu'en équipe. À la fin des années 1970, ils découvrent Terry Bollea, une future vedette sous le pseudonyme de Hulk Hogan, qu'ils présentent à l'entraîneur Hiro Matsuda. Jerry Brisco remporte de nombreux titres de champions et est également le premier détenteur du NWA Mid-Atlantic Heavyweight Championship. Le 20 juin, il bat Les Thornton pour le champion poids lourd junior de la NWA.
En 1983, les frères deviennent heels face à l'équipe de Ricky Steamboat et Jay Youngblood, les champions du monde par équipe de la NWA.
Les deux équipes échangent leur titre à plusieurs reprises jusqu'à ce que la rivalité culmine lors du premier Starrcade lorsque Steamboat et Youngblood regagnent les ceintures. Les Frères les remportent une dernière fois en 1984, les perdants contre Wahoo McDaniel et Mark Youngblood. Ils quittent la zone Mid-Atlantic peu après.
Les Brisco donnent peu d'intérêts à la Georgia Championship Wrestling. En 1984, mécontents de l'orientation de la fédération et de dividendes plus modestes que prévu, ils convainquent un autre actionnaire de référence insatisfait, Paul Jones, de leur déléguer son pouvoir de représentation. Jim Barnett et les trois hommes vendent leurs parts à Vince McMahon, lui permettant d'accroître sa mainmise dans le monde du catch.

### World Wrestling Federation/Entertainment/WWE(1984–2020)
Les deux frères entrent à la World Wrestling Federeation à l'automne 1984, une fois encore, en mettant en avant leur lien de parenté pour se rendre favoris. Les Briscos défient sans succès les détenteurs du titre par équipe, Adrian Adonis et Dick Murdoch. Les deux hommes prennent leur retraite des rings au début de l'année 1985. Brisco s'oriente vers une carrière en coulisse en tant que road agent et booker pour Vince McMahon.
À la suite du Montreal Screwjob en 1997, Brisco capitalise sur sa popularité et devient un des « stooges » de McMahon avec Pat Patterson. Le duo comique incarne des heels et rejoignent The Corporation et la McMahon-Helmsley Faction.
Le 8 mai 2000, Brisco remporte son premier titre dans cette fédération lorsqu'il effectue le tombé sur un Crash Holly endormi pour lui dérober son titre de champion hardcore. Crash le regagne le 12 juin , mais Brisco veut le récupérer. Il le poursuit dans New York, mais tombe sur John Shaft qui s'est engagé à protéger Holly. Brisco finit par le remporter la semaine d'après avec l'aide de Pat Patterson en plein milieu d'un match entre Crash et son cousin Hardcore Holly.
Alors que Patterson et Brisco fêtent cette victoire, Patterson aveugle Brisco avec du champagne et brise une seconde bouteille sur sa tête. Il fait ensuite le tombé sur le Brisco évanoui pour remporter le championnat hardcore. Patterson se travestit et se cache dans le vestiaire des femmes, et, après que Brisco le poursuive dans celui-ci, Vince McMahon les engage dans un Evening Gown match hardcore, un match dans lequel, normalement, deux femmes doivent s'arracher leurs robes de soirée, à King of the Ring. Dans le match, Holly intervient pour effectuer un tombé sur Patterson et remporter le titre encore une fois.
Le 15 juillet 2005, Brisco est introduit dans le George Tragos/Lou Thesz Professional Wrestling Hall of Fame. Il apparaît dans une scène de fête lors de WrestleMania 23 et dans l'épisode de WWE Raw du 15 juillet 2005. Le 29 mars 2008, Brisco et son frère Jack sont introduits dans le WWE Hall of Fame la soirée précédant WrestleMania XXIV à Orlando en Floride.
En juin 2009, Brisco est atteint de trois crises cardiaques. En mars 2010, il est annoncé qu'il ne reprend pas son rôle de road agent. En mars 2010, Brisco revient à la WWE et tant que recruteur de nouveaux talents pour NXT. Selon Jim Ross, le 19 octobre 2011, Brisco est atteint d'une nouvelle crise cardiaque.
Lors de l'épisode de Raw : Raw Reunion du 22 juillet 2019, Brisco réussit le tombé sur Patterson hors-champ pour remporter le championnat 24/7. Il est la troisième personne à avoir remporté le championnat hardcore et 24/7. Il perd le titre peu après contre Kelly Kelly.

## Vie privée
Brisco est marié à une femme nommée Barbara. Ils ont fils : Wesley, né en 1983, qui est également catcheur et ancien champion par équipe de la Florida Championship Wrestling sous le nom de Wes Brisco, et Joseph, un étudiant à l'USF Tampa. Brisco est également copropriétaire d'un atelier de réparation automobile avec son frère Bill, et son partenaire de longue date Travis Allred, connu sous le nom de Brisco Brothers Body Shop. Jack Brisco en était aussi partenaire jusqu'à sa mort en 2010. The Briscos sont introduits dans le Chickasaw Nation Hall Of Fame en 2016. Le 11 août, Brisco est introduit dans le NWHOF Florida Chapter en tant qu'« américain exceptionnel ».

## Palmarès
- Cauliflower Alley Club
  - Introduit en 1996
- Championship Wrestling from Florida
  - NWA Florida Heavyweight Championship (1 fois)
  - NWA Florida Junior Heavyweight Championship (1 fois)
  - NWA Florida Tag Team Championship (8 times) – avec Jack Brisco
  - NWA Florida Television Championship (1 fois)[G]
  - NWA United States Tag Team Championship (Florida version) (2 fois) – avec Jack Brisco
  - NWA North American Tag Team Championship (Florida version) (2 fois) – avec Jack Brisco
  - NWA Southern Heavyweight Championship (Florida version) (3 fois)
- Eastern Sports Association
  - ESA International Tag Team Championship (1 fois) – avec Jack Brisco
- George Tragos/Lou Thesz Professional Wrestling Hall of Fame
  - Introduit en 2005
- Georgia Championship Wrestling
  - NWA Georgia Tag Team Championship (5 fois) – avec Bob Backlund (1), Jack Brisco (2), Ole Anderson (1), et Rocky Johnson (1)
  - NWA Southeastern Heavyweight Championship (Northern Division)[12] (1 fois)
  - NWA Southeastern Heavyweight Championship (Georgia version) (1 fois)
- Mid-Atlantic Championship Wrestling
  - NWA Atlantic Coast Tag Team Championship (1 fois) – avec Thunderbolt Patterson
  - NWA Eastern States Heavyweight Championship (3 fois)
  - NWA Mid-Atlantic Heavyweight Championship (1 fois)
  - NWA World Tag Team Championship (Mid-Atlantic version) (3 fois) – avec Jack Brisco
- National Wrestling Alliance
  - NWA World Junior Heavyweight Championship (1 fois)
- Pro Wrestling Illustrated
  - no  54 sur 100 de la liste des meilleures équipes des années précédentes, avec Jack Brisco, en 2003[13]
  - no  217 sur 500 de la liste des meilleurs catcheurs des années précédentes en 2003[13]
- Western States Sports
  - NWA Western States Heavyweight Championship (1 fois)
- World Wrestling Council
  - NWA Atlantic Coast Tag Team Championship (1 fois) – avec Jack Brisco
  - NWA Mid-Atlantic Heavyweight Championship (1 fois)
- World Wrestling Federation/Entertainment/WWE
  - WWE 24/7 Championship (1 fois)
  - WWF Hardcore Championship (2 fois)
  - WWE Hall of Fame (introduit en 2008)